# Pueblo sasak
El pueblo sasak vive principalmente en la isla de Lombok, en Indonesia, y suman alrededor de 3,6 millones (85% de la población de Lombok). Están relacionados con los balineses en idioma y ascendencia, aunque los sasak son predominantemente musulmanes, mientras que los balineses son predominantemente hindúes. Los sasak que practican creencias preislámicas también se conocen como sasak boda, en referencia al nombre de la religión original de los sasak, bodha.

## Etimología
Existe la posibilidad de que el origen del nombre de los sasak provenga de la palabra sak-sak, que significa "barco". En el Nagarakretagama, la palabra sasak se menciona junto con el de la isla de Lombok, mencionada como Lombok Sasak Mirah Adhi. Según la tradición local, se cree que la palabra sasak proviene de sa'-saq que significa "el único". Seguido de la palabra lombok que se origina en la palabra lomboq, que significa "recto". Por lo tanto, al combinar las palabras Sa'-saq Lombok, se traduce como "algo recto". Otras traducciones también incluyen "un camino recto". Lombok Sasak Mirah Adhi está tomado de la obra Nagarakretagama (Desawarnana), escrita por Mpu Prapanca  en 1365, que registra el poder y el gobierno del reino de Majapahit. La palabra Lombok en kawi significa "directo" u "honesto", mirah significa "joya", sasak significa "declaración" y adhi significa "algo que es bueno" o "máximo". Por lo tanto, Lombok Sasak Mirah Adhi significa "la honestidad es la joya que manifiesta la bondad".

## Historia

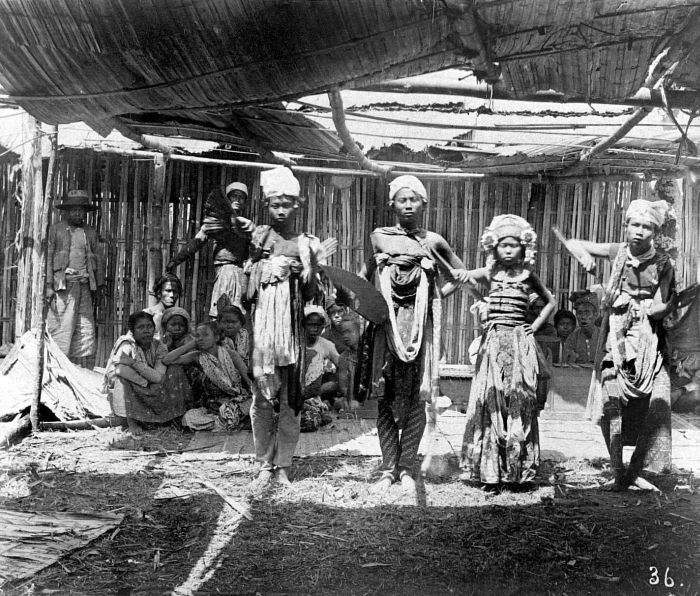
Bailarines sasak.

Poco se sabe sobre la historia de los sasak, excepto que Lombok estuvo bajo el gobierno directo del primer ministro de Majapahit, patih Gajah Mada. El Islam llegó a la zona alrededor del siglo XV. Los sasak se convirtieron al Islam entre finales del siglo XVI y principios del XVII bajo la influencia de Pangeran Prapen (Sunan Prapen), el hijo de Raden Paku (Sunan Giri) o el propio Sunan Giri y los makassares musulmanes, a menudo mezclando creencias islámicas básicas con creencias hindúes-budistas, creando así la religión wetu telu. Lombok fue conquistado por el reino balinés de Gelgel a principios del siglo XVI, llevando así una gran población de balineses a Lombok . La población balinesa de Lombok en la actualidad es de aproximadamente 300.000, entre el 10 y el 15% de la población de la isla. Los balineses también han influido fuertemente en la religión wetu telu de Lombok.

## Idioma

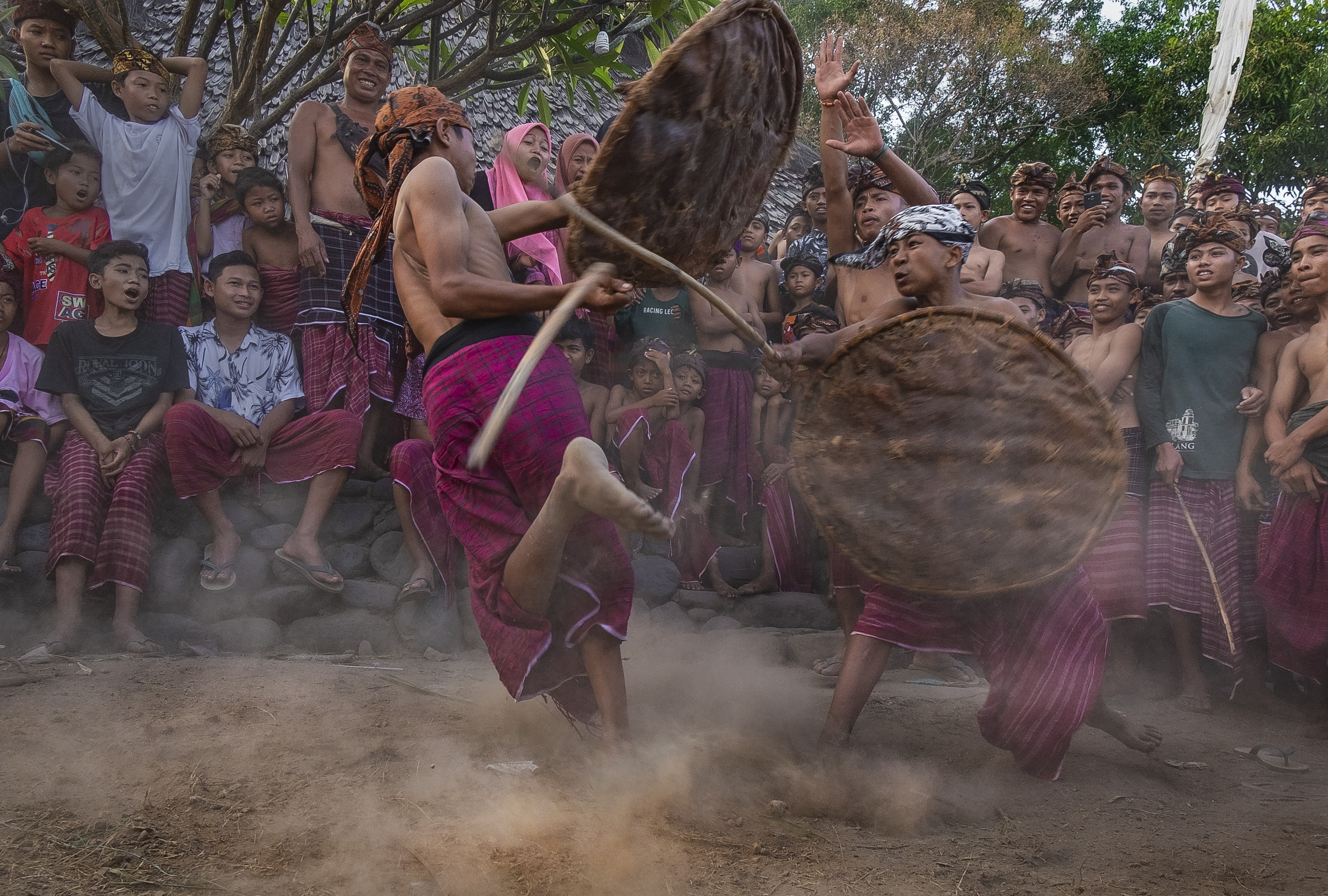
Peresean, un deporte tradicional realizado por el pueblo de la tribu sasak en la provincia de las Islas menores de la Sonda occidentales

El idioma Sasak es un idioma austronesio que pertenece al grupo de idiomas de tipo indonesio. Específicamente, sasak pertenece a los idiomas del oeste de Indonesia, lo que también significa que está estrechamente relacionado con los idiomas de Java y Bali . También hay  dialectos de sasak en varias regiones, como el kuto-kute (sasak septentrional), el meno-mene (sasak central), el meriak-meriku (sasak surcentral), el ngeno-ngene (sasak centrooriental, sasak centro occidental), el ngeto-ngete (sasak del nordeste) y así sucesivamente.

## Religión

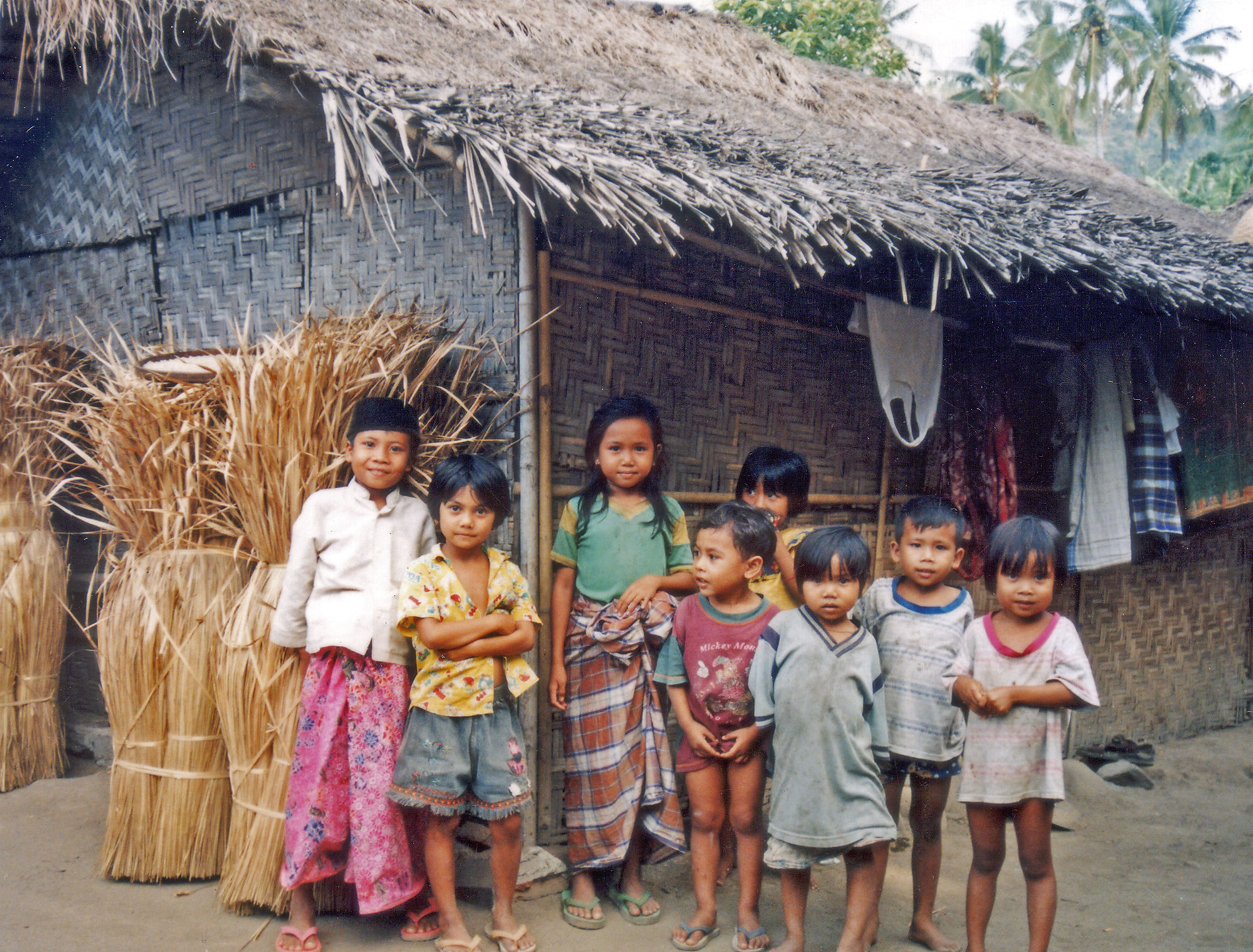
Niños sasak en un pueblo sasak (ca. 1997).

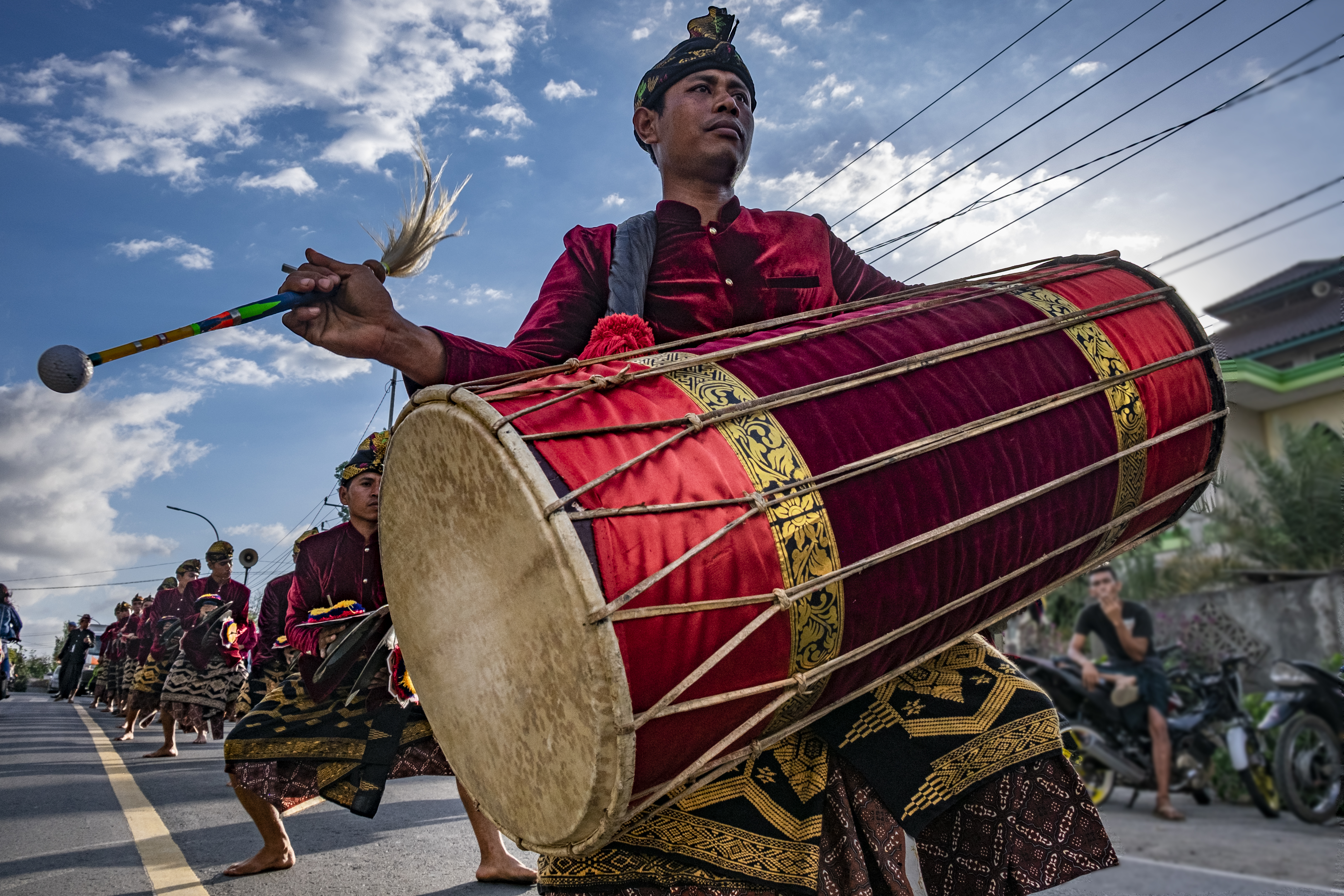
Actuación de gendang beleq en una carretera.

Según el Babad Lombok, un relato de la historia del pueblo sasak escrito en hojas de palma, fueron introducidos al Islam por primera vez por Sunan Prapen, quien invadió Lombok y obligó a gran parte de la gente a convertirse al Islam. Esta conversión fue solo nominal, y tan pronto como se fue, la mayoría se convirtió de nuevo al hinduismo. Al escuchar esto, Prapen regresó a Lombok con el apoyo de Raden de Sumuliya y Raden de Salut y tuvo éxito. Se observó que una parte de la gente huía a las montañas, lo que ahora se llaman bodhas, mientras que el resto fue sometido al dominio musulmán y se convirtió. Este registro está respaldado por observaciones antropológicas, como el hecho de que los bodhas señalan a los pueblos de la llanura central como su tierra natal y peregrinan allí.
La mayoría de los sasaks siguen la versión lima waktu del Islam. Lima waktu o 'cinco veces' significa las cinco oraciones diarias que los musulmanes deben hacer.
El término lima waktu se usa para distinguirlos de los sasaks que son practicantes del wetu telu o 'tres símbolos', que solo rezan tres veces al día. Los maestros islámicos ortodoxos generalmente instruyen a los practicantes a orar cinco veces al día.
Todavía se puede encontrar un gran número de personas que se adhieren a la fe wetu telu en toda la isla, especialmente en el pueblo de Bayan, donde se originó la religión. Se pueden encontrar grandes comunidades wetu telu en Mataram, Pujung, Sengkol, Rambitan, Sade, Tetebatu, Bumbung, Sembalun, Senaru, Loyok y Pasugulan . Una pequeña minoría de sasaks llamados bodha (población estimada: 8.000) se encuentran principalmente en el pueblo de Bentek y en las laderas de Gunung Rinjani. Están totalmente al margen de la influencia islámica y adoran dioses animistas, incorporando algunas influencias hindúes y budistas en sus rituales y vocabulario religioso. Este grupo de sasaks, debido en parte al nombre de su tribu, son reconocidos como budistas por el gobierno de Indonesia.
Los bodha tienen los mismos funcionarios e instituciones mágico-religiosas que los wetu telu (con la excepción, por supuesto, del kiyai, el funcionario religioso de wetu telu que se ocupa de todos los aspectos de esta religión que mezcla el Islam y el animismo). Los bodhas reconocen la existencia de cinco dioses principales, el más alto de los cuales es Batara Guru, seguido por Batara Sakti y Batara Jeneng, con sus esposas Idadari Sakti e Idadari Jeneng, aunque también creen en espíritus y fantasmas. La religión bodha también está influenciada en cierta medida por conceptos hindúes y budistas. Últimamente, muchos de ellos han abrazado el budismo Theravada gracias al esfuerzo y apoyo de los misioneros budistas.